# 東雷蒂亞山脈

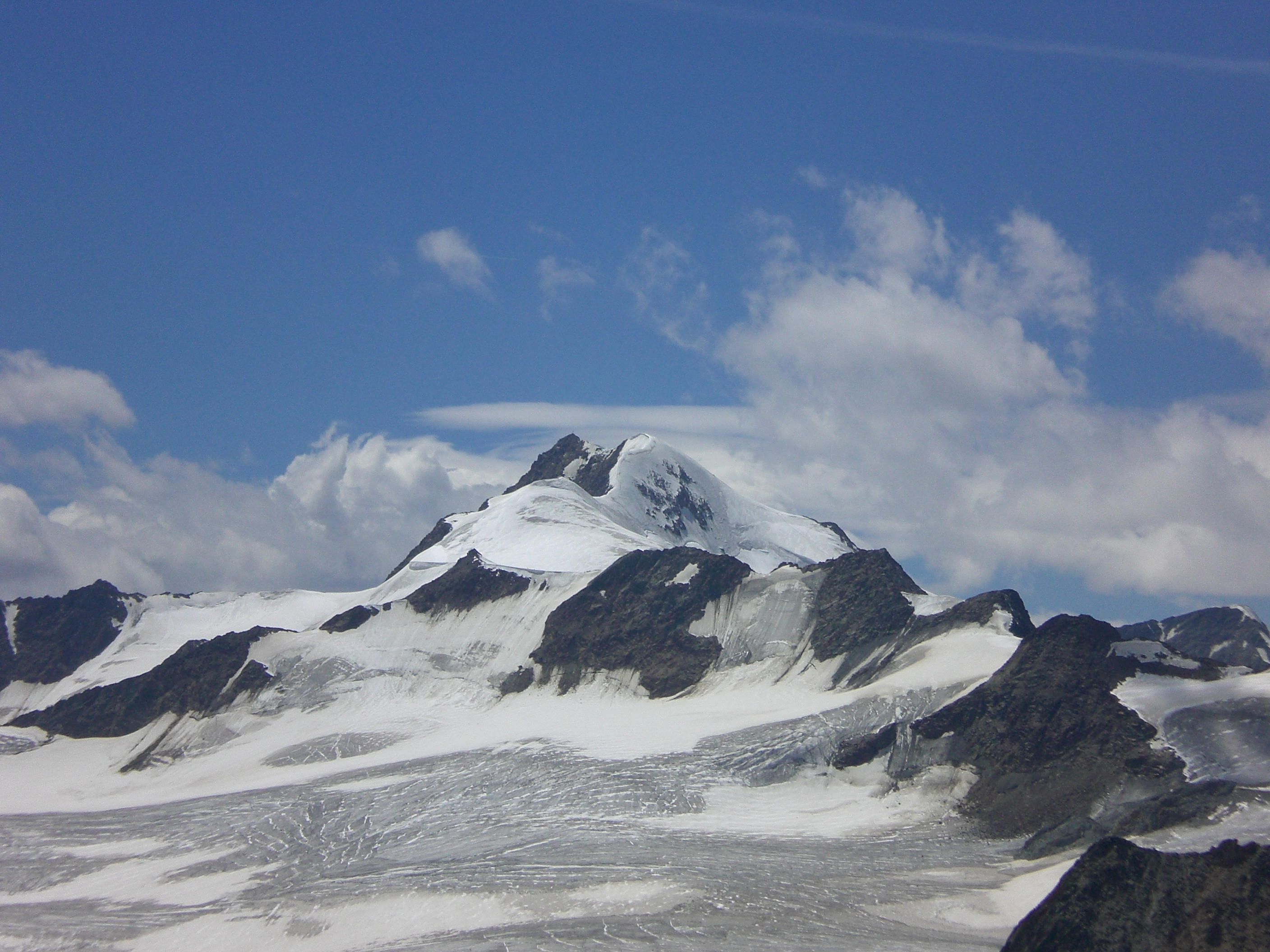

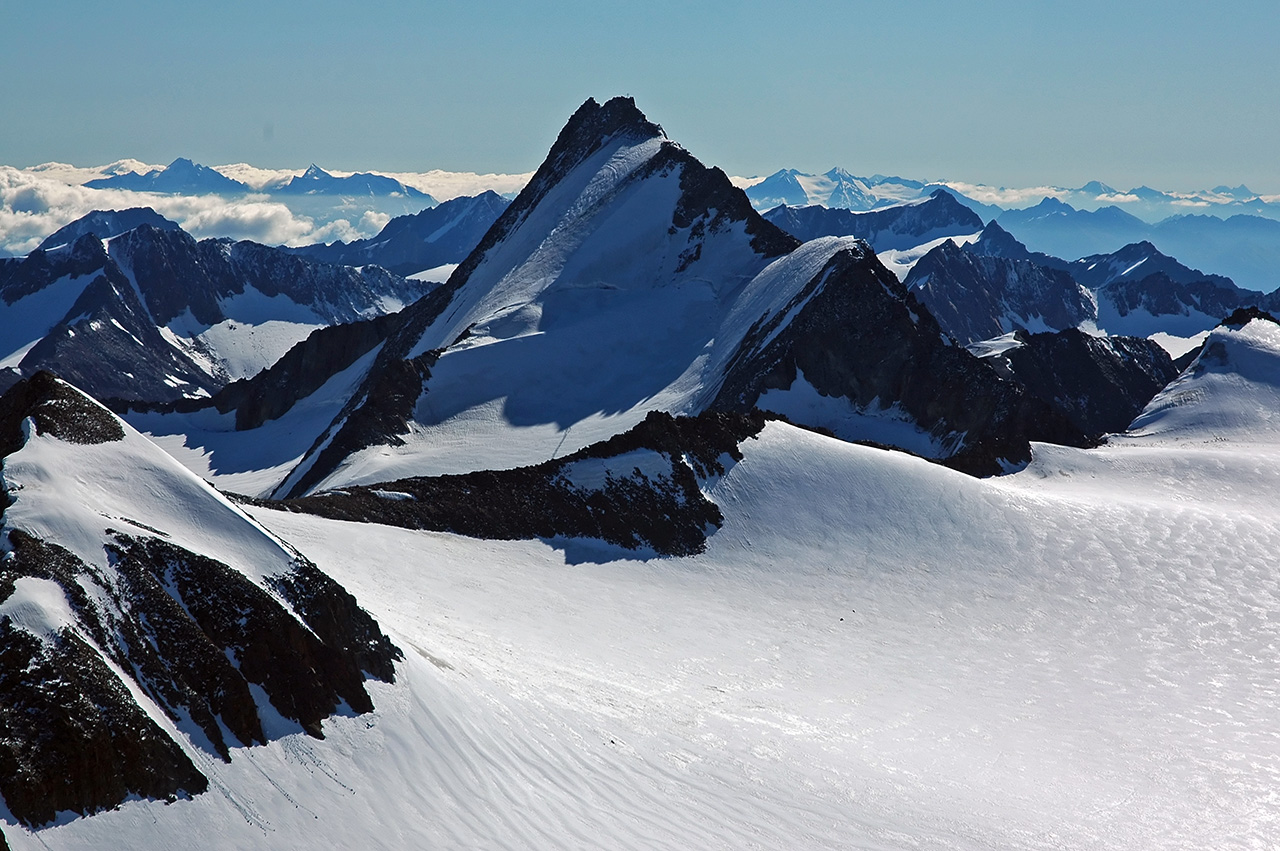

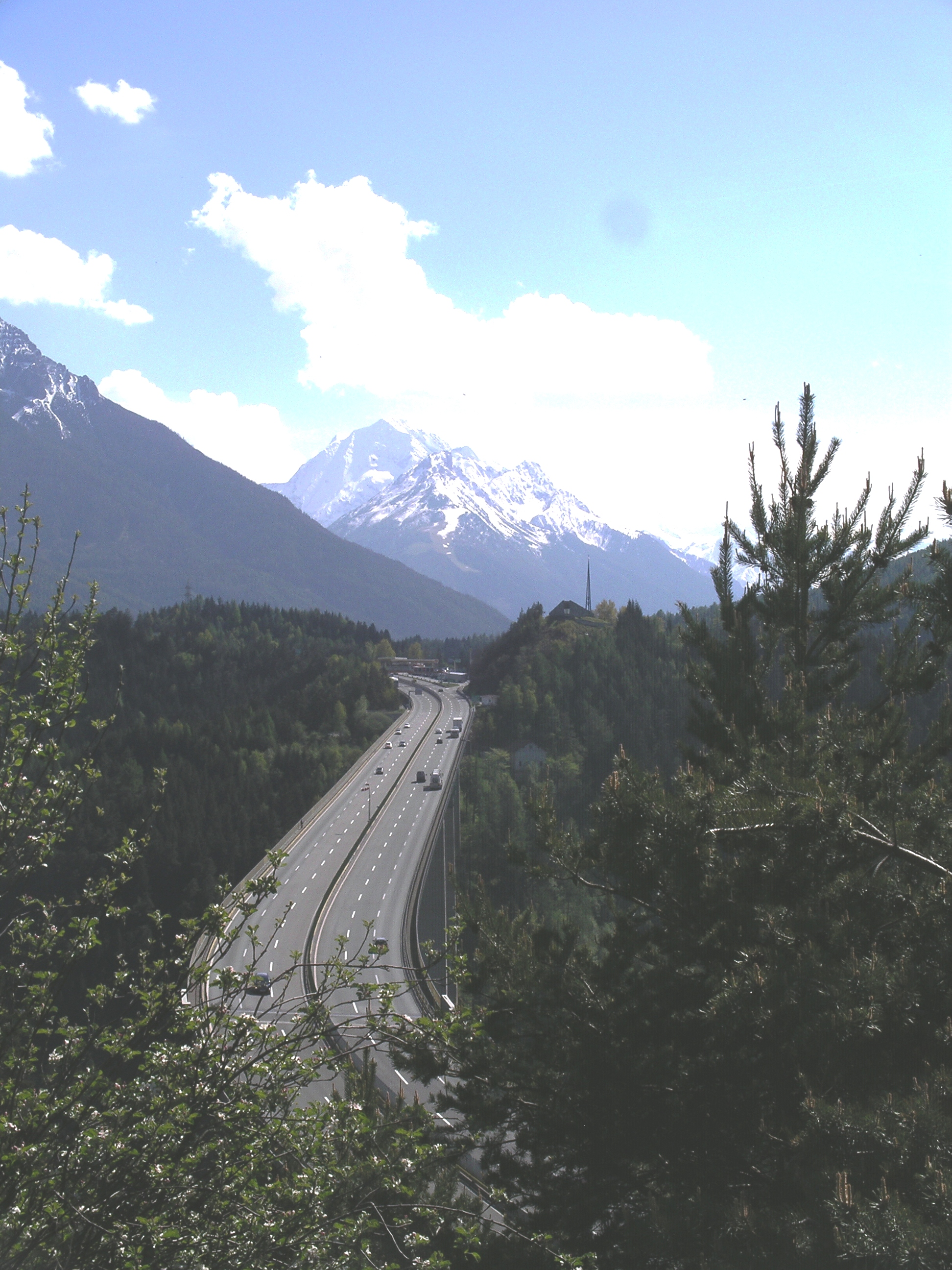

東雷蒂亞山脈（德語：Östliche Rätische Alpen）是歐洲的山脈，屬於東阿爾卑斯山脈的一部分，橫跨奧地利蒂羅爾州和意大利特倫蒂諾-上阿迪傑，最高點海拔高度3,772米。

## 外部連結
- Italian official cartography (Istituto Geografico Militare - IGM); on-line version: www.pcn.minambiente.it （页面存档备份，存于）